# Oekraïense barok

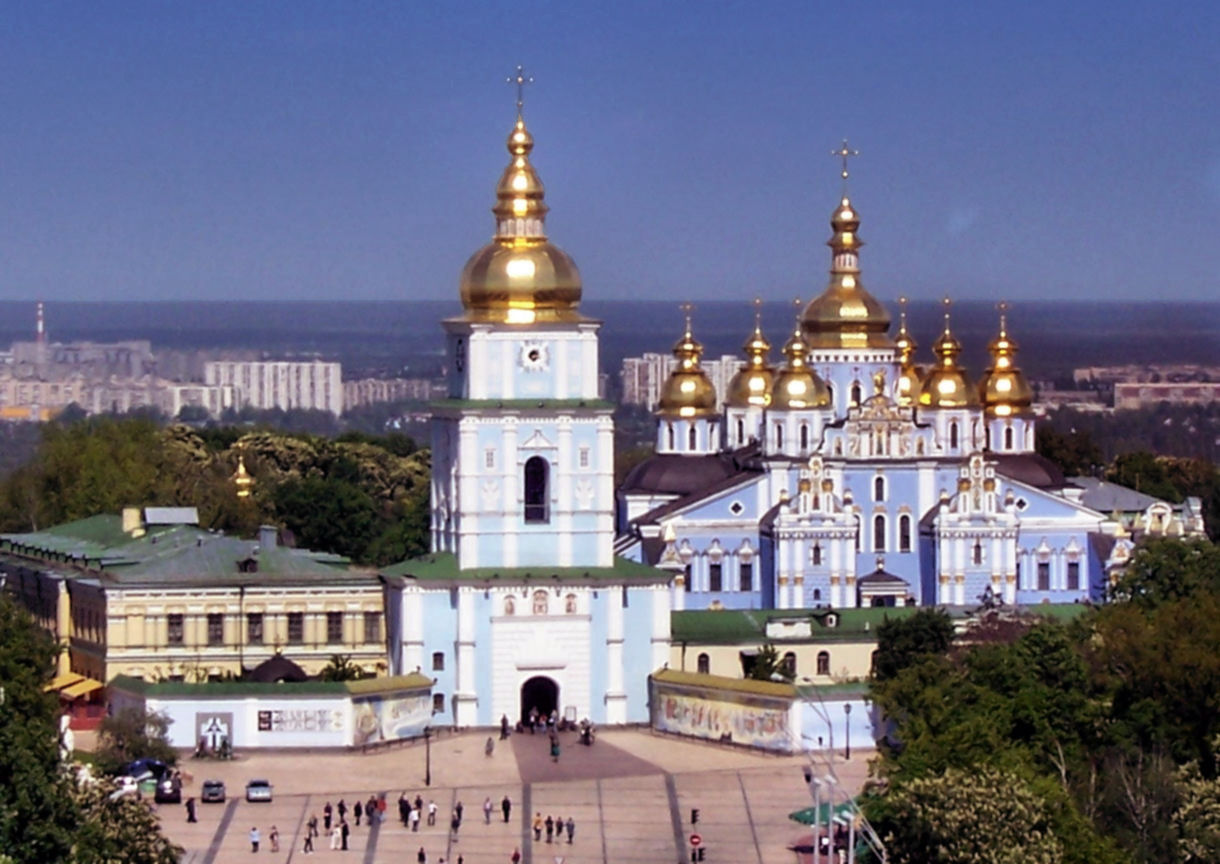
Het in Oekraïense barok verbouwde Sint-Michielsklooster in Kiev Dit bouwwerk is een klassiek voorbeeld van deze bouwstijl, al stamt het originele gebouw uit 1113.

De Oekraïense barok of  Hetmanatische barok, ook wel Mazepaanse barok, is een specifieke vorm van de barokarchitectuur en -kunst die werd gebruikt in Oekraïne in de 17e en 18e eeuw. Deze vorm is vernoemd naar het Kozakken-Hetmanaat. Mazepaans slaat op Hetman Ivan Mazepa. Eerder maakte dit gebied deel uit van Polen-Litouwen.

## Architectuur
De Oekraïense barok onderscheidt zich van  West-Europese barok door de meer sobere versieringen en eenvoudigere vormen. Oekraïne kent nog veel barokke gebouwen in deze stijl. Voorbeelden hiervan in Kiev zijn het Holenklooster van Kiev en het Vydubychi-kloostercomplex met onder andere het Sint-Michielsklooster. De Russische Naryshkin barok en de Oekraïense barok hebben elkaar tot op zekere hoogte beïnvloed. Voorbeelden hiervan zijn de gouden knopvormige of de peervormige koepels.

## Schilderkunst
De beste voorbeelden van de barokke schilderstijl zijn de kerkschilderingen in de Poortkerk van de Heilige Drie-eenheid van het Holenkloostercomplex van Kiev. Verder ontwikkelden de graveertechnieken zich erg snel in deze stijlperiode. Door deze snelle ontwikkelingen kon men gebruik maken van een complex systeem van symboliek, allegorieën, heraldische tekens en weelderige versieringen.

## Voorbeelden

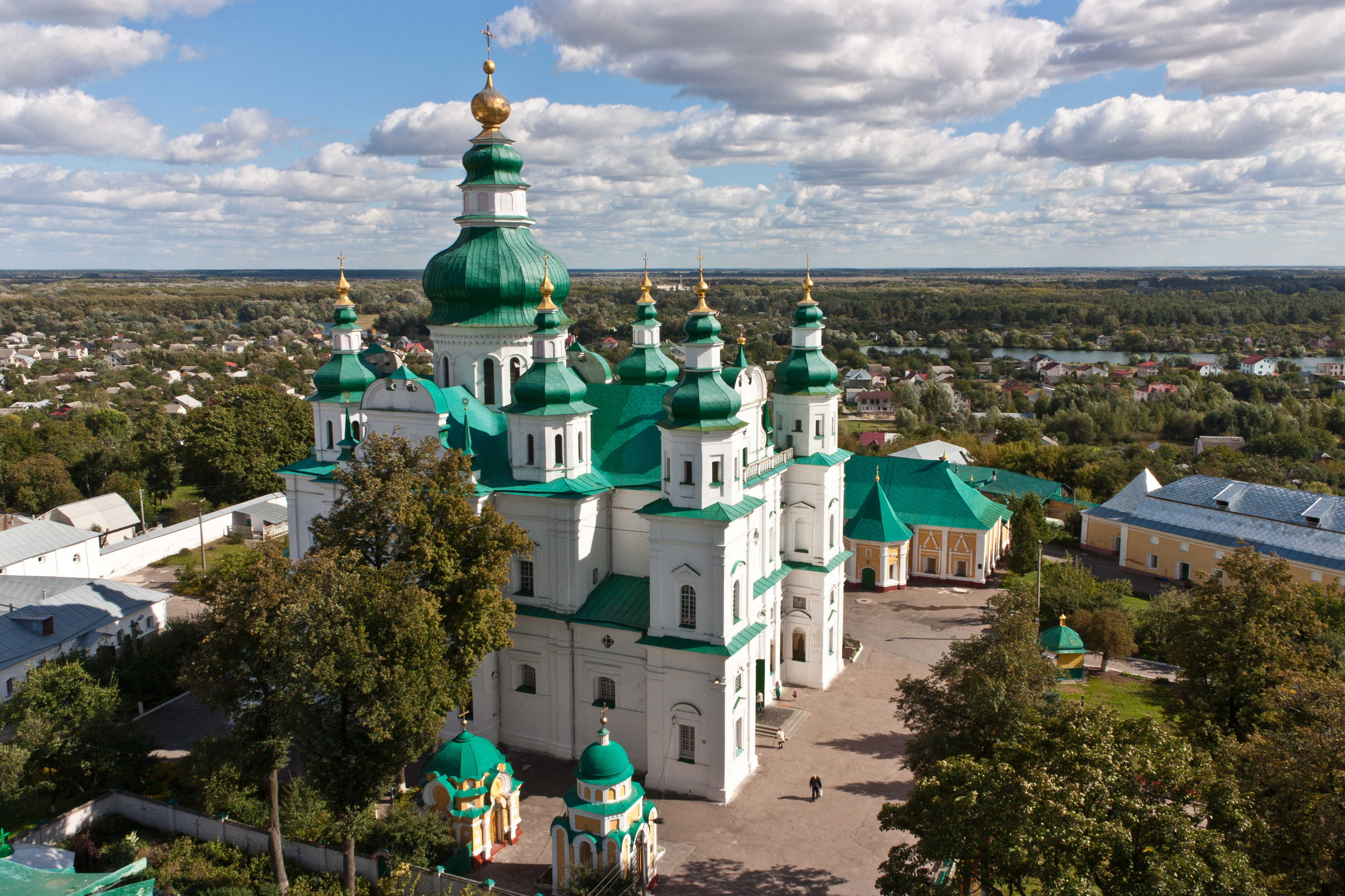
Heilige Drie-eenheidklooster in Tsjernihiv
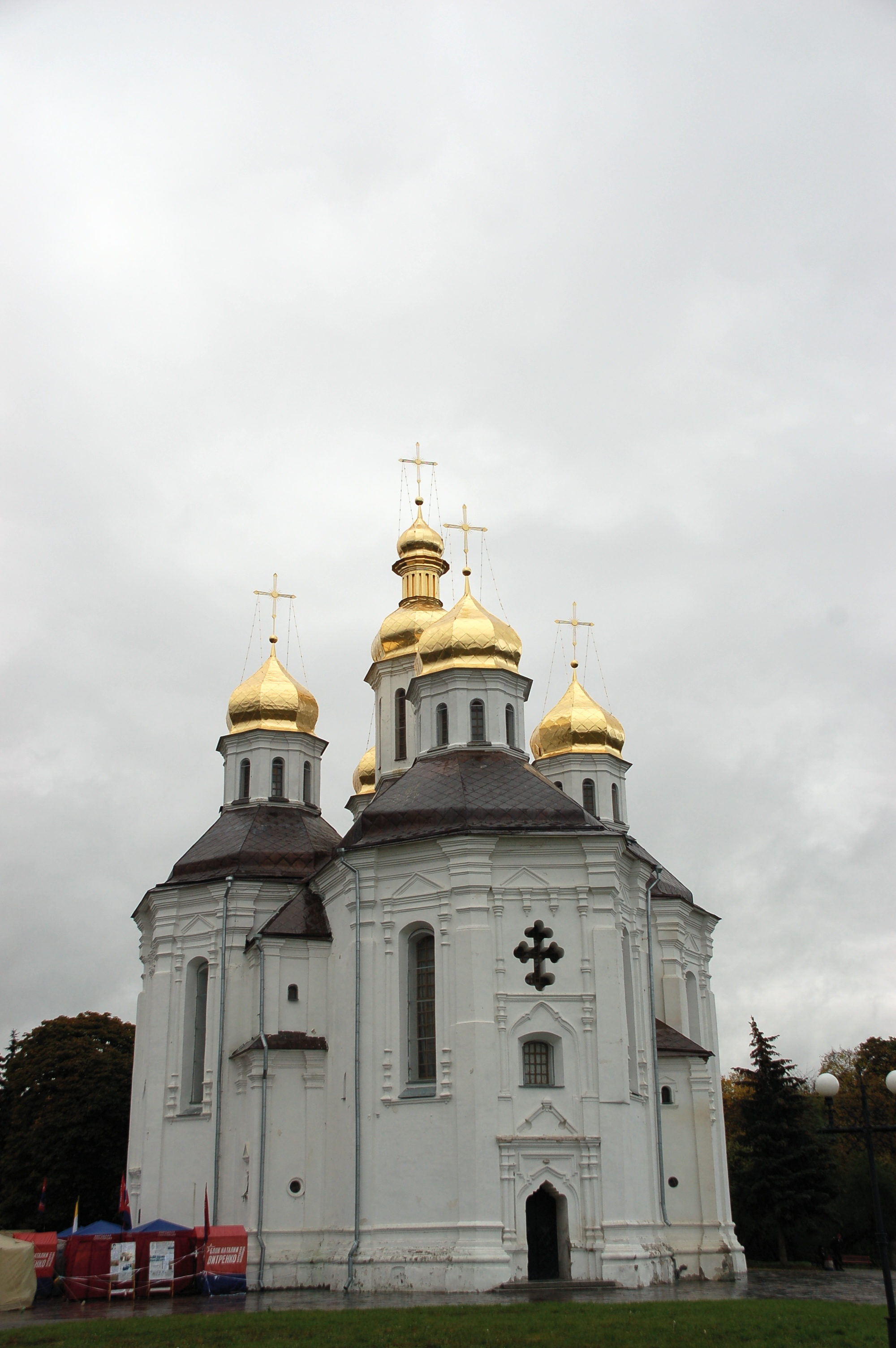
Sint-Catharinakerk in Tsjernihiv
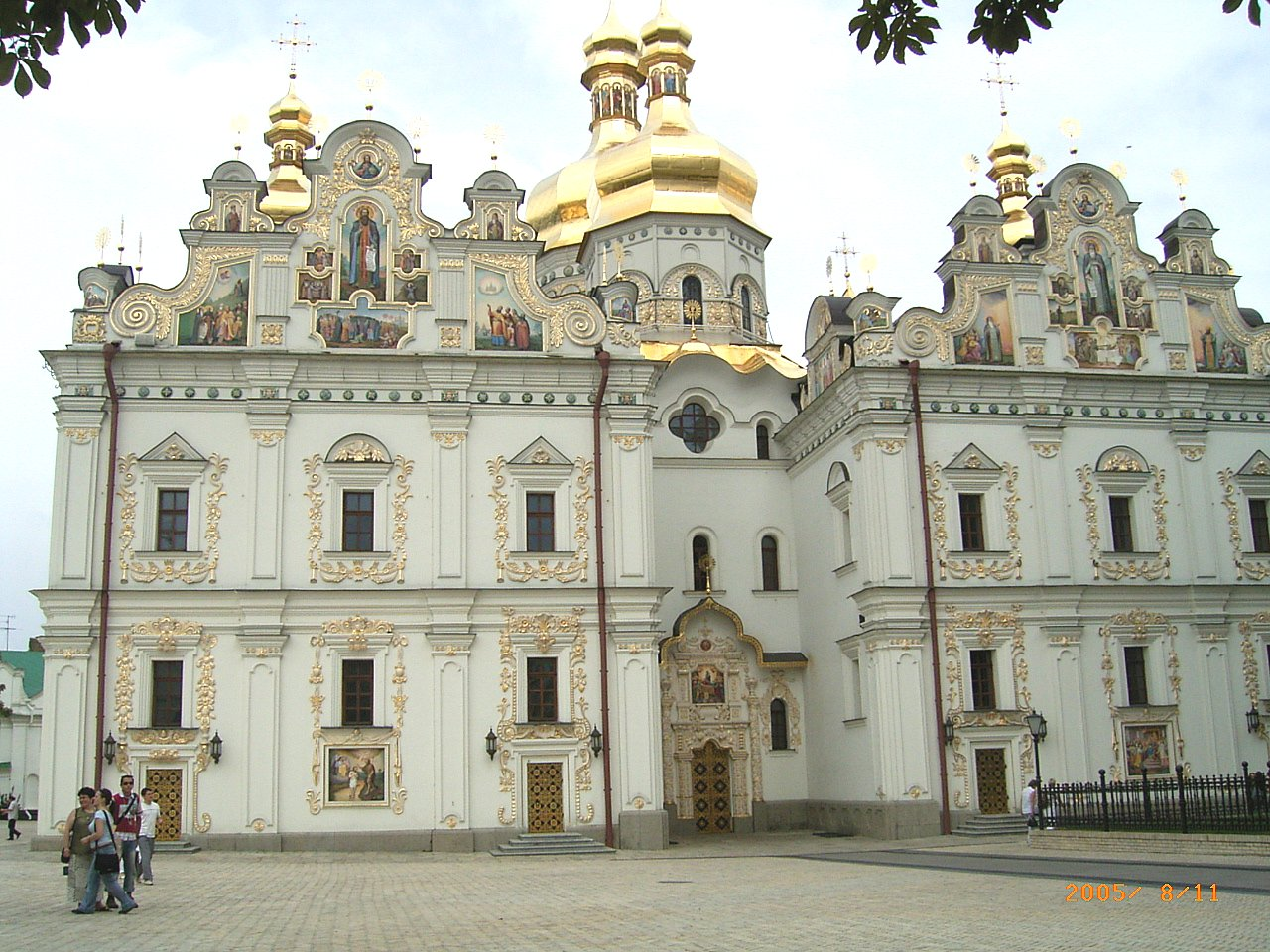
Maria-Tenhemelopnemingkathedraal bij het Holenklooster van Kiev
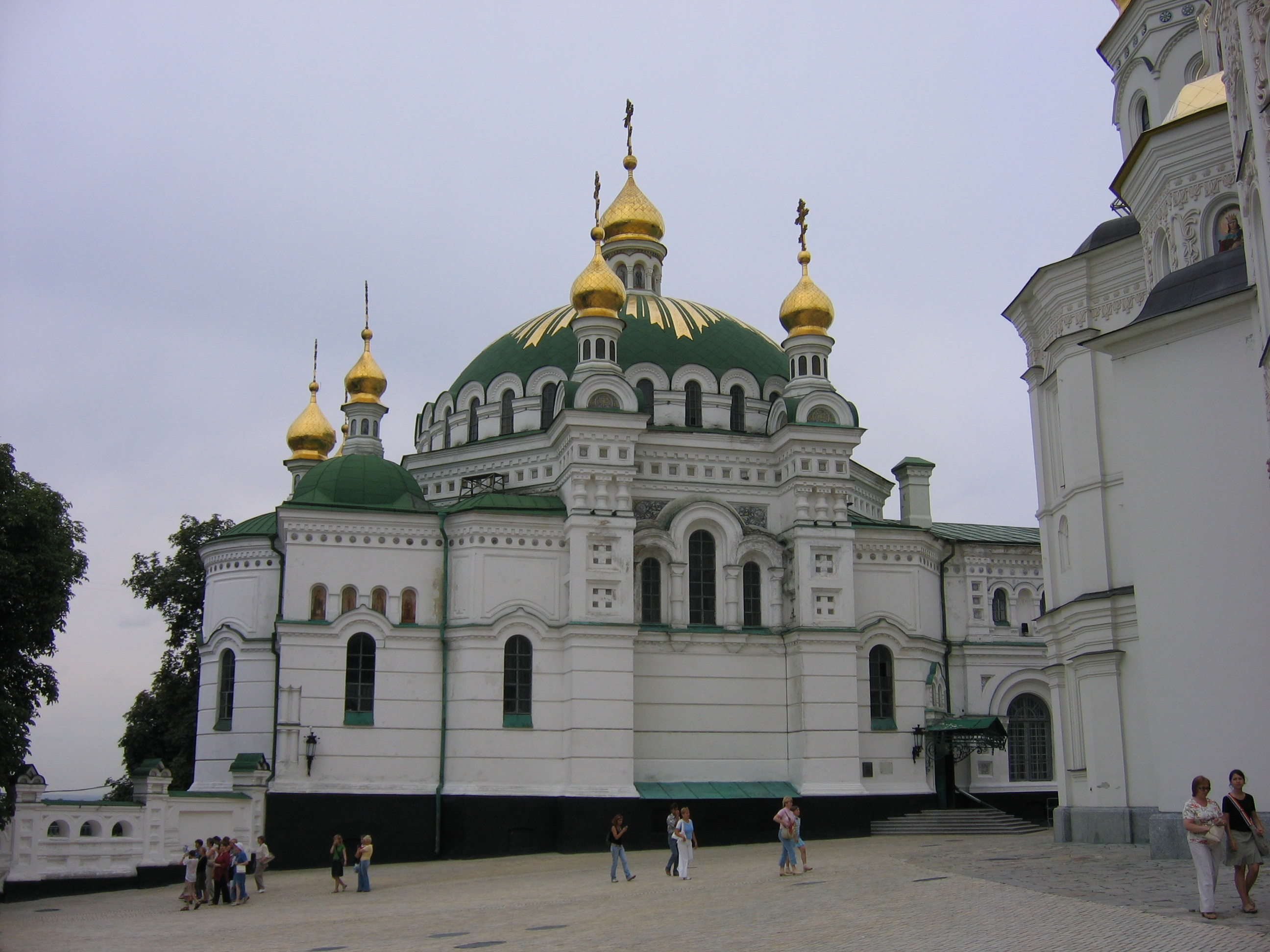
Holenklooster van Kiev